# Eulepida zambiensis
Eulepida zambiensis är en skalbaggsart som beskrevs av Marc Lacroix 2010. Eulepida zambiensis ingår i släktet Eulepida och familjen Melolonthidae. Inga underarter finns listade i Catalogue of Life.